# Księga Daniela (film)
Księga Daniela (ang. The Book of Daniel) – amerykański film fabularny z 2013 roku w reżyserii Anny Zielinski. Ekranizacja tekstu biblijnego jednej z ksiąg Starego Testamentu – Księgi Daniela.

## Treść
Rok 605 p.n.e., Jerozolima została podbita przez Babilończyków. Pojmani Żydzi zostają wrzuceni do babilońskiej niewoli. Jeden z proroków żydowskich, Daniel, opowiada Cyrusowi Wielkiemu swoją historię zniewolenia i ocalenia podczas służby u króla Nabuchodonozora, gdy otrzymał funkcję wysokiego ministra. Ale po wiernej służbie, Daniel zostaje osądzony i wtrącony do jaskini lwów. Lecz, ku zaskoczeniu Babilończyków, jego silna wiara w Boga pozwala mu przetrwać.

## Obsada
| Aktor                    | Rola              |
| ------------------------ | ----------------- |
| Robert Miano             | Daniel            |
| Andrew Bongiorno         | Daniel w młodości |
| Lance Henriksen          | Cyrus             |
| Kevin McCorkle           | Krezus            |
| Rolf Saxon               | Nabuchodonozor    |
| Peter Kluge              | Dariusz           |
| Philip Anthony-Rodriguez | Baltazar          |
| Kevin Blake              | Aszpenaz          |
| Jerry Zatarain Jr.       | Szadrach          |
| Drew Cardillo            | Meszach           |
| Azel James               | Abed-Nego         |
| Francesco Curá           | żołnierz Dariusza |